# Route 7 (Paraguay)
Pour les articles homonymes, voir Route 7.
La route 7 (en espagnol : Ruta 7 ou Ruta Nacional N° 7 "José Gaspar Rodríguez de Francia") est une route du Paraguay reliant Coronel Oviedo à Ciudad del Este. Sa longueur est de 193 km.

## Péages
- km 201: Juan Manuel Frutos (depuis Asunción)
- km 180: Péage de Minga Guazú (depuis Asunción au km 301 et depuis Coronel Oviedo au km 180)

## Localités
| Kilomètre | Localité                         | Département | Intersection       |
| --------- | -------------------------------- | ----------- | ------------------ |
| 0         | Coronel Oviedo                   | Caaguazú    | Route 2 et Route 8 |
| 47        | Caaguazú                         | Caaguazú    |                    |
| 72        | Doctor Juan Manuel Frutos (es)   | Caaguazú    |                    |
| 84        | Doctor Juan Eulogio Estigarribia | Caaguazú    |                    |
| 112       | José Domingo Ocampos (es)        | Caaguazú    |                    |
| 118       | Juan E. O'Leary (es)             | Alto Paraná |                    |
| 130       | Dr. Juan León Mallorquín (es)    | Alto Paraná |                    |
| 156       | Yguazú (es)                      | Alto Paraná |                    |
| 180       | Minga Guazú (es)                 | Alto Paraná | Route 6            |
| 193       | Ciudad del Este                  | Alto Paraná |                    |